# Бабайки (Некрасовский район)
Бабайки — бывшее село на территории современного Некрасовского района Ярославской области России. 
В 1990-е годы упразднено и включено в черту рабочего посёлка Некрасовское, став его северной частью, выходящей на берег Волги. К территории бывшего села относится Николо-Бабаевский монастырь.

## География
Расположено было к северу от рабочего посёлка Некрасовское, на правом берегу Волги, при впадении в неё реки Солоница.

## Население
В 1980-е годы население села составляло порядка 20 жителей.

## История
К территории бывшего села относится Николо-Бабаевский монастырь, благодаря чему населённый пункт ранее обозначался на картах и справочниках как Николо-Бабаевский (мужской монастырь), который до 1928 года входил в Костромской уезд Костромской губернии.
С 1928 до 1932 гг. населённый пункт вместе со всем Большесольским сельсоветом входил в Заволжский район Ивановской Промышленной области.
С ноября 1932 года до февраля 1934 года Бабайки были административным центром Большесольского района Ивановской Промышленной области.